# Ca l'Estrada (Sant Esteve de Palautordera)
Ca l'Estrada és una antiga masia de Sant Esteve de Palautordera (Vallès Oriental) inclosa a l'Inventari del Patrimoni Arquitectònic de Catalunya.

## Descripció
Edifici de planta rectangular. Consta de planta baixa, un pis i golfes. A la façana hi ha hagut transformacions, encara que es conserva la porta d'entrada d'arc de mig punt i a sobre una finestra doble amb arc de mig punt. La coberta és a dues vessants.

## Història
Aquest edifici és antic però no en sabem la data de construcció exacta. Va ser esmentada al fogatge de 1515. Segons la gent que hi vivia és una de les cases més velles, igual que Can Rossell i Can Molins.
Ha sofert transformacions, com la de l'any 1922, en què s'arrebossà la façana. Va ser transformada en habitatge de turisme rural.